# San Juan Tetelcingo
San Juan Tetelcingo är en ort i Mexiko.   Den ligger i kommunen Tepecoacuilco de Trujano och delstaten Guerrero, i den södra delen av landet, 170 km söder om huvudstaden Mexico City. San Juan Tetelcingo ligger 493 meter över havet och antalet invånare är 907.
Terrängen runt San Juan Tetelcingo är huvudsakligen lite bergig. San Juan Tetelcingo ligger nere i en dal. Runt San Juan Tetelcingo är det ganska glesbefolkat, med 31 invånare per kvadratkilometer. Närmaste större samhälle är Mezcala, 9,0 km väster om San Juan Tetelcingo. I omgivningarna runt San Juan Tetelcingo växer huvudsakligen savannskog.